# Kejaksan (plaats)
Kejaksan is een bestuurslaag in het regentschap Kota Cirebon van de provincie West-Java, Indonesië. Kejaksan telt 8959 inwoners (volkstelling 2010).